# Morris (serieskapare)
Maurice de Bevere, känd under signaturen Morris, född 1 december 1923 i Kortrijk, Västflandern, död 16 juli 2001 i Bryssel, var en belgisk serieskapare. Han är känd som skaparen av Lucky Luke.

## Biografi

### Bakgrund
Redan när han var sex år och läste Tintins äventyr, visste den unge Maurice de Bevere vad han ville göra i framtiden. Som ung studerade han vid Universitetet i Leuven för att slippa gå ut i andra världskriget. Vid sidan av serietecknandet gjorde han skämtteckningar men var sedan tvungen att välja. Då blev det serier han satsade på. Morris började sin karriär i serieskaparen Joseph "Jije" Gilliains ateljé.

### Lucky Luke
Maurice de Bevere hade alltid haft en förkärlek för cowboys, och började därför att teckna och skriva manus till Lucky Luke. Maurice de Bevere lät för belgiskt tyckte han, så därför började han kalla sig Morris som lät mer amerikanskt.
Det var år 1949 Morris och Goscinny träffades. Goscinny blev år 1955 manusförfattare till Lucky Luke, och Morris kunde därefter koncentrera sig helt på att teckna. 

### Från Dupuis till Dargaud
Så småningom bytte serien förlag från Dupuis till Dargaud. Dupuis var för strikta, tyckte Morris och Goscinny, till exempel vad det gällde våld i serierutorna. Dessutom vågade de inte heller göra några större satsningar. Men efter bytet tog det inte lång tid innan den första Lucky Luke-filmen, Lucky Luke rensar stan, gavs ut. Den gjorde stor succé.

## Goscinnys död
År 1977 dog Goscinny 51 år gammal, då han cyklade på en testcykel på ett sjukhus. Goscinnys död blev dock inte Lucky Lukes död. Morris fortsatte med tecknandet, och andra serieförfattare fick ta över. Nästan 70 album hann Morris göra före sin egen död 2001.

## Utmärkelser
- Prix Saint-Michel,  1972
- Riddare av Leopoldsorden,  1991
- Grand prix de la ville d'Angoulême,  1992

[Redigera Wikidata]